# Corea del Sud ai Giochi della XXI Olimpiade
La Corea del Sud partecipò ai Giochi della XXI Olimpiade che si sono svolti a Montréal dal 17 luglio al 1º agosto 1976, con una delegazione di 50 atleti impegnati in 5 discipline per un totale di 27 competizioni. La rappresentativa sudcoreana, all'ottava partecipazione di Giochi estivi, conquistò la sua prima medaglia d'oro grazie al lottatore Yang Jeong-Mo, oltre a una medaglia d'argento e quattro di bronzo.

## Medaglie
| Medaglia | Nome | Sport        | Evento           |
| -------- | --- | ------------ | ---------------- |
| Oro      | Yang Jeong-Mo | Lotta libera | Pesi piuma       |
| Argento  | Jang Eun-Gyeong | Judo         | Pesi leggeri     |
| Bronzo   | Park Young-Chul | Judo         | Pesi medi        |
| Bronzo   | Cho Jae-Gi | Judo         | Categoria Open   |
| Bronzo   | Jeon Hae-Sup | Lotta libera | Pesi mosca       |
| Bronzo   | Baik Myung-Sun Byon Kyung-Ja Chang Hee-Sook Jo Hea-Jung Lee Soon-Ok Lee Soon-Bok Ma Kum-Ja Park Mi-Kum Yu Jung-Hye Yu Kyung-Hwa Jung Soon-Ok Yoon Young-Nae | Pallavolo    | Torneo femminile |